# Bitva o Iwodžimu
Bitva o Iwodžimu (anglicky: Battle of Iwo Jima; japonsky 硫黄島の戦い, Iótó no tatakai nebo Iódžima no tatakai) probíhala od 19. února 1945 do 26. března 1945 mezi Spojenými státy a Japonskem. Americké jednotky zaútočily na japonský ostrov Iwodžima s cílem obsadit zdejší letiště a vytvořit si tak leteckou základnu pro útok na hlavní japonské ostrovy. Jednalo se o první případ celé války, kdy bylo cílem spojeneckých jednotek obsazení vlastního japonského území (tj. území, které bylo součástí Japonska před druhou světovou válkou a jehož obyvatelé byli Japonci), čemuž také odpovídala i intenzita odporu japonských vojáků.

## Pozadí
Původně se předpokládalo, že bitva o relativně malý ostrov skončí poměrně rychle, opak však byl pravdou. Vynalézavost generála Kuribajašiho, který vytvořil z ostrova a zejména hory Suribači jednu z největších podzemních pevností celého Japonska (opevnění zahrnovalo 18 km podzemních tunelů), a odhodlání japonské posádky, která měla od japonského velení zakázáno kapitulovat, vedly k tomu, že se boj o ostrov navzdory zdrcující materiální i početní převaze Spojenců protáhl na více než měsíc a představuje jednu z nejkrvavějších bitev spojenecké ostrovní kampaně.

## Bitva
V pondělí 19. února 1945 došlo k vylodění na Iwodžimě. V 8.59 ráno, dorazil první americký vyloďovací člun k pláži Futacune na jihozápadě ostrova. Japonská pěchota a dělostřelectvo mlčelo a američtí vojáci nenaráželi na odpor. Byli zmateni takovýmto vývojem událostí a rozhodli se postupovat do vnitrozemí. První překážka se objevila po 300 metrech. Na strmém svahu tvořeném sopečným popelem vojáci americké námořní pěchoty podkluzovali a padali. V tu chvíli Kuribajašiho dělostřelectvo zahájilo palbu ze všech stran. Nejvíce palby přicházelo z vyhaslé sopky Suribači. Americké ztráty začaly narůstat. Vylodění na Iwodžimě bylo nejkrvavějším z celé války o Tichomoří. Do večera padlo 600 Američanů a 1 200 jich bylo zraněno. Do příštího rána byly pláže obsazeny. 20. února přistály na Iwodžimě první americké posily. S nimi byl 21. února zahájen útok na sopku Suribači, setkal se však s urputným odporem a brzy ztroskotal.
Stejně jako na zemi probíhaly těžké boje i na moři. V týž den, 21. února 1945 byla konvenčním bombardováním a kamikaze zasažena letadlová loď USS Saratoga. Byla tímto útokem tak vážně poškozena, že musela odplout na opravu do USA. Zároveň byla potopena eskortní letadlová loď USS Bismarck sea. Zatím na Iwodžimě pokračovaly tvrdé boje.
V pátek 23. února byl zahájen nový útok proti sopce Suribači. Tento útok překvapivě uspěl. Američané se pomalu dostávali na vrchol sopky a v 11.40 zde šest příslušníků námořní pěchoty vztyčilo vlajku Spojených států amerických. Obsazení sopky Suribači nebylo úplným vítězstvím, ale výrazně to podpořilo morálku amerických vojáků na Iwodžimě. Bitva o Iwodžimu dál pokračovala.
3. divize námořní pěchoty se pomalu probíjela na sever. Dne 4. března přistály první bombardéry B-29 na čerstvě dobytých letištích na Iwodžimě, zatímco okolo stále zuřila bitva.
9. března byli japonští obránci zatlačeni až do severovýchodní části ostrova. V půli března Američané zachytili vysílání generála Kuribajašiho. Znělo: „Nejedli jsme ani nepili pět dní, ale náš bojový duch je silný. Budeme bojovat až do konce.“
Bitva skončila v noci z 25. na 26. března, kdy se zbytky japonské posádky, které již neměly dost potravin, munice ani pitné vody, rozhodly pro sebevražedný útok na spojenecké pozice. Se smrtí několika set japonských vojáků tak zanikl organizovaný ozbrojený odpor na Iwodžimě a ostrov byl následující den prohlášen za bezpečný. Nutno podotknout, že daný útok nepředstavoval pouze „lepší sebevraždu“, ale také poslední japonský úspěch bitvy, neboť spojenecké jednotky podcenily rizika takovéto akce, díky čemuž se Japoncům podařilo proniknout do prostor letiště a pobít větší počet pilotů a letištního personálu, kteréžto ztráty nebylo lehké nahradit.
I po oficiálním ukončení bitvy zde zůstávali ukrytí japonští vojáci, poslední dva (kulometčíci Macudo Linsoki a Jamakage Kufuku) se vzdali v lednu 1949.
Právě na hoře Suribači pořídil 23. února 1945 Joe Rosenthal jednu z nejslavnějších fotografií celé války.
Důsledkem bitvy bylo, že ostrov zůstal okupován Spojenými státy až do roku 1968.

## Obraz v kultuře
- To the Shores of Iwo Jima – americký dokument z roku 1945 (premiéra 7. června 1945)[3]
- Glamour Gal – americký propagandistický dokument o artilérii na Iwodžimě[4]
- Old Glory Flies of Iwo Jima – krátký americký propagandistický klip je na internetu dostupný společně s klipem Carriers Hit Tokyo! o bombardování Tokia[5]
- Sands of Iwo Jima – americký film z roku 1949, hraje: John Wayne.
- The Outsider – film z roku 1961, hraje Tony Curtis.[6]
- Vlajky našich otců (Flags of Our Fathers) a Dopisy z Iwodžimy (Letters from Iwo Jima, dříve Red Sun, Black Sand) – dva filmy, jeden z amerického pohledu a druhý z japonského, režisér: Clint Eastwood.